# Skeatia rugosa
Skeatia rugosa là một loài tò vò trong họ Ichneumonidae.